# 브리기테 (오버워치)
브리기테 린드홀름(영어: Brigitte Lindholm)은 2016년 블리자드 엔터테인먼트가 출시한 비디오 게임인 오버워치와  관련 애니메이션 등에 나오는 캐릭터이다.  이 캐릭터는 2018년 3월 21일에 인게임에 플레이 가능으로 출시되었고, 오버워치 인게임에 출시되기 전에는 오버워치 디지털 코믹 시리즈 드래곤 슬래이어에 토르비욘의 딸로 처음 등장했다.

## 게임 플레이
브리기테는 지원 캐릭터로 분류된다. 그녀는 지원 캐릭터로 등재되어 있지만 블리자드는 그녀를 방벽을 들 수 있고 동시에 아군을 치료할 수 있는 지원과 탱커 사이에 있는 영웅으로 개발했다.
게임스팟, 유로게이머 및 엔가젯은 브리기테를 토르비욘과 라인하르트를 적절히 혼합했다고 호평하였다. 그녀는 로켓 도리깨로 많은 적들을 한 번에 칠 수 있다. 브리기테의 도리깨는 투척 기능도 있어 적에게 피해를 입히고 적을 뒤로 밀쳐낼 수도 있다. 적을 공격하여 그녀의 패시브 스킬인 격려 스킬이 활성화되면 시간이 지남에 따라 근처 팀원을 자동으로 치유할 수 있다. 브리기테은 또한 자신의 수리 팩 능력으로 아군을 적극적으로 치료할 수 있다. 아군의 최대 체력까지 치유하면 아군에게 추가 방어구가 제공되어, 아군에게 도움을 준다.  또한 브리기테는 방벽을 들 수 있다.  방패가 활성화되면 방벽으로 적군을 밀쳐낼 수 있다.  브리기테의 궁극기는 집결으로, 더 빨리 움직일 수 있으며 근처의 모든 아군에게 방어구을 제공 할 수 있다.
브리기테의 영어판 성우는 마틸다 스메디우스이며, 한국어판 성우는 문유정이다.

## 등장

### 비디오 게임
그녀는 2018년 3월 21일 오버워치에 플레이 가능한 영웅으로 출시되었다.